# Белоусов, Василий Иванович
Василий Иванович Белоусов (род. 5 сентября 1945, Нижний Тагил, Свердловская область) — советский шоссейный велогонщик и тренер.

## Биография
Выпускник Государственного университета физической культуры МССР. Победитель Велогонки мира в командном зачёте 1971 и 1972 годов. Серебряный призёр чемпионата СССР в групповой гонке на 40 км в 1969 году и командной гонке в 1977 году.
В 1972 после победы на Велогонке мира получил звание Заслуженного мастера спорта СССР по велоспорту став первым заслуженным мастером спорта СССР в Молдавской ССР.
С 1973 года Белоусов на тренерской работе. В 1973—1976 годы — тренер команды ЦСКА В ЦГВ ВС СССР — город Миловице. В 1976—1981 годы — тренер команды ЦСКА В СГВ ВС СССР — город Легница. Подготовил чемпионов СССР — Виктор Смирнов, Александр Долбичкин.
В 1981—1998 годы — тренер олимпийского резерва МССР.
Подготовил участников олимпийских игр в 1992 в Барселоне — Святослав Рябушенко.
Подготовил призёров чемпионатов СССР — Топорищева, В. Рябова, Андрей Чмиль (победитель кубка СССР 1991 года).
В 1986 году Белоусову присвоено звание Заслуженного тренер МССР.

## Личная жизнь
Жена — Елена Белоусова (род. 1966), сын — Александр.

## Награды и почётные звания
- медаль «За отличие в воинской службе»- 1-2-3- степеней
- медаль «За безупречную службу»
- медаль «70 лет ВС СССР»
- Знак почёта Польско-Советской дружбы
- почётный гражданин города Гвадалахары, Мексика (1969 год — Тур Мексики)